# Sebastian Czpakowski
Sebastian Czpakowski (* 12. April 1974) ist ein deutscher Behindertensportler im Sitzvolleyball.

## Werdegang
Sebastian Czpakowski spielte von Jugend an in der Volleyballabteilung seines heimischen Vereins TSG Solingen. Nach einem schweren Unfall konnte der gelernte Tontechniker durch Beschädigung seiner Sprunggelenke den Sport nicht weiter ausüben, sodass er mit Sitzvolleyball begann. Seine Laufbahn als Behindertensportler begann er beim TSV Bayer 04 Leverkusen. 2008 wurde er als fast 38-Jähriger in die deutsche Nationalmannschaft berufen.
Sein erstes Sitzvolleyballspiel im Nationaltrikot absolvierte Czpakowski beim Intercontinental Cup in Ägypten, bei dem die Mannschaft den vierten Platz belegte.
Am 24. Februar 2012 wurde er für die Paralympischen Sommerspiele 2012 in London nominiert. Mit der deutschen Nationalmannschaft erreichte er dabei den 3. Platz und errang die Bronzemedaille. Er wurde dafür mit seiner Mannschaft am 1. November 2012 mit dem Silbernen Lorbeerblatt ausgezeichnet.